# Mohammed Ijaz-ul-Haq
Mohammed Ijaz-ul-Haq, ou plus simplement Ijaz-ul-Haq, né le 20 mai 1952 à Nowshera dans la province de Khyber Pakhtunkhwa, est un homme politique pakistanais. Il est le fils de Muhammad Zia-ul-Haq, qui a dirigé le pays de 1977 à 1988 à la suite d'un coup d’État militaire. Il a fondé et dirige la Ligue musulmane du Pakistan (Z), petit parti ayant fait sécession en 2002 de la Ligue musulmane du Pakistan (N).
Élu plusieurs fois député à l'Assemblée nationale, il est ministre du travail de 1990 à 1993 sous le gouvernement de Nawaz Sharif et ministre pakistanais des Affaires religieuses de 2004 à 2007 durant la présidence de Pervez Musharraf.
Ijaz-ul-Haq est membre de la Ligue musulmane du Pakistan (N) et de la Ligue musulmane du Pakistan (Q). Il fonde en octobre 2002 son propre parti politique, dont il est le seul élu à l'Assemblée nationale. Le « Z » de son parti fait référence à son père Muhammad Zia-ul-Haq dont il défend la politique d'islamisation durant les années 1980.

## Biographie

### Famille et éducation
Mohammed Ijaz-ul-Haq est né le 20 mai 1952 à Nowshera dans la province de Khyber Pakhtunkhwa. Il est le fils ainé du général Muhammad Zia-ul-Haq. Il étudie le commerce dans l'Université du Pendjab, puis étudie à l'Université du Sud de l'Illinois à Carbondale. 
Il est banquier de 1978 à 1988 à Bahreïn.

### Carrière politique
Il est élu pour la première fois député lors des élections législatives de 1990 puis devient ministre du Travail dans le gouvernement de Nawaz Sharif. À ce titre, il convint le Premier ministre d'ouvrir une enquête sur la mort de son père dans un accident d'avion, commission dans laquelle il témoigne. Il a notamment accusé Mirza Aslam Beg, successeur de son père à la tête de l'armée, d'avoir fait obstruction à l'enquête, voire de faire partie d'une conspiration ayant mené à un attentat allégué.
Il est réélu lors des élections de 1993 et de élections de 1997 député à l'Assemblée nationale.
En octobre 2002, il fonde la Ligue musulmane du Pakistan (Z), réputée la plus radicale des ligues sur le plan religieux. En juin 2007, il a déclaré à l'Assemblée nationale que « si quelqu'un lance des attaques avec des bombes attachées à son corps pour défendre l'honneur du prophète, alors elles sont justifiées ». Cette déclaration fait suite à l'anoblissement de Salman Rushdie par la reine Élisabeth II d'Angleterre. 
Il est réélu député lors des élections de 2002, pour la première fois sous l'étiquette de sa nouvelle formation la Ligue musulmane du Pakistan (Z). Il se rapproche ensuite de la Ligue musulmane du Pakistan (Q) et devient ministre des Affaires religieuses et des Minorités dans le gouvernement fédéral, poste qu'il occupe de 2004 à 2007, puis prend ses distances avec cette formation en 2010 avant de se rapprocher de nouveau de Nawaz Sharif en 2012.
Ijaz-ul-Haq perd ensuite son siège à l'Assemblée nationale après les élections législatives de 2008 dans la quatrième circonscription de Bahawalnagar. Il avait réuni 47,1 % des voix face au candidat du Parti du peuple pakistanais qui a obtenu 49,8 % des voix. 
À la suite des élections de 2013, il regagne son siège de député en obtenant 38,5 % des voix. Cependant, alors qu'il reçoit le double soutien du Parti du peuple pakistanais et du Mouvement du Pakistan pour la justice qui se retirent en sa faveur dans la quatrième circonscription de Bahawalnagar, il ne parvient pas à être réélu lors des élections de 2018,. Il perd son siège de député face à un candidat de la Ligue musulmane du Pakistan (N), en réunissant seulement 30 % des voix.